# Милан Оклопџић
Милан Оклопџић (Београд, 1947 – Сан Франциско, 1. јул 2007) био је српски књижевник, познатији под надимком Мика Оклоп, рођен и одрастао у Београду, на Чубури.

## Биографија
Завршио је драматургију на Факултету драмских уметности у Београду, магистрирао у САД, на Калифорнијском Универзитету у Дејвису (University of California - Davis), где су му међу професорима били познати театролог, сценариста и редитељ Теодор Шенк и глумац, драмски писац и редитељ Сем Шепард. Средином 90-их иселио се са породицом у место Пацифику у Калифорнији, где је умро од срчаног удара у својој 60. години.
Написао је седам позоришних представа и десетине радио-драма. Током осамдесетих део је креативног тима драмског програма Радио-телевизије Београд. Сарађује на програмима „Петком у 22”, ТВ-серијама, џез документарцима. Први роман који је објавио, култни CA Blues (1981, најужи избор за Нинову награду), штампан је у више од 100 хиљада примерака. Потом објављује романе Видео, Метро и Horseless. Његове радио-драме извођене су у Италији, Француској, Шведској, Ирској, Немачкој.
У једном интервјуу за  „Блиц” крајем 90-их, поводом одласка из земље, изјавио је: „Отишао сам због галаме немуштих и ћутње мудрих, због сиве боје која је прекрила наша битисања, због тога што је Београд изгубио врелину и престао да буде град, због пиштоља које су деца носила у школу уместо пенкала. Отишао сам у тренутку када је Србија почела да једе саму себе. Отишао сам због оног још горег које је, сасвим извесно, наилазило у таласима.”
У Америци је примљен у ПЕН-клуб и стекао бројне угледне пријатеље међу америчким писцима и интелектуалцима. Књижевна историчарка и критичарка Лиза Тајлер Рено (Lissa Tyler Renaud) представила је његове приче и друге радове на енглеском језику америчкој публици. Међу њима Amerika for Beginners (Bay Area Adventures of Mika Oklop),  , ,   и др.

## Објављене књиге
- , 1981.
- Видео, 1982.
- Метро, 1983.
- , 1989,
- Београдске приче (са Богданом Тирнанићем и Душаном Прелевићем), 1991,
- Измишљени живот (преписка са Гораном Марковићем 2003–2007), 2012.